# Oracle Database
Oracle Database (Oracle RDBMS) — система управления базами данных (СУБД) компании Oracle, считается исторически первой успешной коммерческой реляционной СУБД.
Первый выпуск состоялся в 1979 году, по маркетинговым соображениям ей был присвоен признак второй версии (Oracle v2). Первая версия была написана на ассемблере для PDP-11, работала под управлением операционной системы RSX-11, используя 128 Кбайт оперативной памяти. Транзакции не поддерживались, при этом была реализована поддержка языка SQL.
В 1983 году вышла версия 3, система была переписана на языке Си, поддерживались операторы COMMIT и ROLLBACK для реализации транзакций. В этой версии поддержка платформ была расширена -- помимо реализации на DEC VAX/VMS появилась реализация на Unix. Oracle v3 стала первой РСУБД, работающей одновременно на мейнфреймах, мини-компьютерах и ПК.
В 1984 году выпущена версия 4, содержавшая средства управления параллельным выполнением операций, такие как многоверсионное согласованное чтение и другие необходимые для параллельных вычислений возможности. Версия 5 вышла в 1985 году, в ней был сделан фокус на работу в клиент-серверных средах, появилась поддержка распределённых запросов, Oracle Link, кластеров таблиц (реализация для DEC VAX).
В версии 6, вышедшей в 1988 году, была реализована поддержка блокировок на уровне строк и средств «горячего» резервирования. К этому же времени относится появление среды разработки Oracle Forms (v3), в который был впервые реализован язык PL/SQL (позднее встроенный и в саму СУБД).
В 1992 год выпущена версия 7 с поддержкой ссылочной целостности, хранимых процедур и триггеров. В версии 7.1 (1994) реализована поддержка IBM PC (до этого времени компания Oracle не рассматривала данную платформу как серверную, ограничиваясь лишь созданием для неё клиентских частей своей СУБД); в версии 7.3 Universal Server (1996) появилась поддержка хранения текстов и двоичных больших объектов.
Основными особенностями версии 8 (1997) стали более высокая надёжность по сравнению с предыдущей версией, а также поддержка большего числа пользователей и больших объёмов данных, реализована поддержка средств объектно-ориентированной разработки и мультимедийных приложений, поддержано секционирование. Производитель позиционирует систему как «объектно-реляционную». Версия 8.1 (1998) получила суффикс «i» (8i), символизируя поддержку Интернета. Начиная с версии 8.1.5, появляется встроенная в СУБД виртуальная машина Java (JVM). На Java переписаны некоторые клиентские утилиты, установщик, средства администрирования. В версии 8i Release 2 (8.1.6) появилась поддержка XML и содержащая ряд новшеств для хранилищ данных. В версии 8i Release 3 (8.1.7, 2000) реализованы Java Virtual Machine Accelerator и Internet File System.
В 2001 году вышла версия 9i, в ней добавлены средства прямой обработки XML-документов, хранящихся в базе данных, через интерфейс XML DB; технология Oracle RAC (Real Application Clusters, как замена Oracle Parallel Server); механизм репликации Oracle Streams; курсор для программ на Си и C++; встроенная в СУБД поддержка OLAP и Data Mining; возможность переименования столбцов и ограничений целостности; поддержка Java 1.3.1 и Unicode 3.1.
Версия 10 (2004) получила суффикс «g», символизируя поддержку грид-вычислений. В 2007 году вышла система 11g, в ней реализована возможность создания в базе данных резидентного пула соединений (DRCP), позволяющего поддерживать пул из постоянных соединений с базой данных. В следующем выпуске — 11g Release 2 (11.2.0.1, 2009) введена принципиально новая для системы возможность «горячего», без остановки сервера, внесения изменений в метаданные и бизнес-логику на PL/SQL с помощью механизма редакций (англ. editions) — одновременной поддержки нескольких версий схемы и логики.
Суффикс следующей версии — 12c (2013) — ссылка на облачные вычисления (cloud computing), основное новшество — поддержка подключаемых баз данных (англ. pluggable database), обеспечивающая свойства мультиарендности и живой миграции баз данных. Следующая версия (2018) получила номер 18c, в дальнейшем система придерживалась наименования версий по годам выпуска — 19c, 21c, 23ai (artificial intelligence — «искусственный интеллект»).

## Избранная история выпусков
Linux x86
- сентябрь 1998 года — 8.0 (8.0.5)
- 23 февраля 1999 года — 8.0 (8.0.5.1.0)
- 22 ноября 2000 года — 8i Release 3 (8.1.7.0.1)
- 25 марта 2003 года — 9i Release 2 (9.2.0.4)
- 21 декабря 2004 года — 10g Release 1 (10.1.0.3)
- 2 июля 2005 года — 10g Release 2 (10.2.0.1)
- 10 августа 2007 года — 11g Release 1 (11.1.0.6)
- 1 сентября 2009 года — 11g Release 2 (11.2.0.1)

Linux x86-64
- 16 октября 2007 года — 11g Release 1 (11.1.0.6)
- 1 сентября 2009 года — 11g Release 2 (11.2.0.1)
- 26 июня 2013 года — 12c (12.1.0.1)

Solaris x86
- 14 мая 1999 года — 8i Release 1 (8.1.5) для Intel UNIX (DG/UX Intel, SCO UnixWare, Solaris Intel)

Solaris x86-64
- 23 марта 2006 года — 10g Release 2 (10.2.0.1)
- 25 ноября 2009 года — 11g Release 2 (11.2.0.1)
- 26 июня 2013 года — 12c (12.1.0.1)

SPARC 64-bit
- 6 ноября 2009 года — 11g Release 2 (11.2.0.1)
- 26 июня 2013 года — 12c (12.1.0.1)

Windows x86
- март 1997 года — 7 (7.3.3) для Windows NT 3.51/4.0
- октябрь 1997 года — 7 (7.3.4) для Windows NT 3.51/4.0
- 1 июля 1998 года — 8.0 (8.0.5) для Windows NT
- 10 марта 1999 года — 8i Release 1 (8.1.5) для Windows NT и Windows 95/98
- 20 сентября 1999 года — 8.0 (8.0.6) для Windows NT
- январь 2000 года — 8i Release 2 (8.1.6) для Windows NT
- 16 ноября 2000 года — 8i Release 3 (8.1.7) для Windows NT
- 13 сентября 2001 года — 9i Release 1 (9.0.1.0) для Windows 32-bit
- 14 мая 2002 года — 9i Release 2 (9.2.0.1) для Windows 32-bit
- 26 марта 2004 года — 10g Release 1 (10.1.0.2) для Windows 32-bit
- 7 сентября 2005 года — 10g Release 2 (10.2.0.1) для Windows 32-bit
- 15 октября 2007 года — 11g Release 1 (11.1.0.6) для Windows 32-bit
- 5 апреля 2010 года — 11g Release 2 (11.2.0.1) для Windows 32-bit[7]

Windows x86-64
- 31 октября 2005 года — 10g Release 2 (10.2.0.1)
- 7 ноября 2007 года — 11g Release 1 (11.1.0.6)
- 2 апреля 2010 года — 11g Release 2 (11.2.0.1)[7]
- 1 августа 2013 года — 12c Release 1 (12.1.0.1)[8]
- 8 марта 2017 года — 12c Release 2 (12.2.0.1)[9]
- 2018 год — 18c (12.2.0.2)

## Аппаратные платформы
До выпуска Oracle9i корпорация Oracle портировала движок базы данных на многие платформы, но в последнее время Oracle портирует на меньшее количество платформ. К примеру Oracle RDBMS 10g с июня 2005 года поддерживались следующие платформы:
| - Linux x86 - Linux x86-64 - Linux на zSeries - Linux Itanium - Linux на POWER - Microsoft Windows (32-бит) | - Windows NT (x64) - Windows NT (64-бит Itanium) - Solaris x86 - Solaris AMD64/EM64T - Solaris SPARC (64-бит) - AIX5L | - HP-UX PA-RISC - HP-UX Itanium - HP Tru64 UNIX - HP OpenVMS Alpha - IBM z/OS - Mac OS X Server |

## Редакции
СУБД поставляется в шести различных редакциях, ориентированных на различные сценарии разработки и развёртывания приложений (а также отличающиеся ценой).
| Название             | Ограничения | Операционные платформы       |
| -------------------- | --- | ---------------------------- |
| Enterprise Edition   | |                              |
| Standard Edition     | не может устанавливаться на системы, имеющие более 4 процессорных разъёмов |                              |
| Standard Edition One | не может устанавливаться на системы, имеющие более 2 процессорных разъёмов; не поддерживает кластеризацию (RAC) |                              |
| Personal Edition     | один пользователь |                              |
| Lite                 | для мобильных и встраиваемых устройств |                              |
| Express Edition (XE) | бесплатная редакция; используемая оперативная память — 1 ГБ, а также используется только 1 процессор, максимальный объём базы данных — 11 ГБ (для 10g — 4ГБ), из них от 0,5 до 0,9 ГБ используются словарём данных, внутренними схемами и временным дисковым пространством. В 18c используется 2 процессора, оперативная память — 2 ГБ, максимальный объём базы данных — 12 ГБ. | Windows x86-64 Linux x86-64. |

## Особенности
- MVCC (англ. MultiVersion Concurrency Control) — многоверсионность данных для управления параллельными транзакциями.
- Секционирование.
- Автономные транзакции.
- Automatic Storage Management — автоматическое управление хранением файлов БД.
- Oracle Enterprise Manager — набор инструментов, предназначенных для управления и мониторинга СУБД Oracle и серверов, на которых они установлены.
- Пакеты[11].
- Поддержка последовательностей.
- Аналитические функции в SQL[12].
- Profile manager.
- Oracle Label Security[13].
- Streams[14].
- Advanced Queuing.
- Flashback Query.
- RAC (англ. Real Application Clusters).
- RAT (Real Application Testing) — позволяет значительно снизить затраты на испытание новой конфигурации программного или аппаратного обеспечения, так как способна точно воспроизвести на ней нагрузку рабочего сервера.
- Data Guard — технология, позволяющая создать резервный сервер, который может работать в паре с основным, снижая нагрузку на него, и который может автоматически заменить основной сервер в случае его отказа или планового отключения (есть вариант с постоянной доступностью резервного сервера для чтения — Active Data Guard).
- Total Recall — даёт возможность разгрузить базу данных от устаревшей, редко используемой информации, сохраняя при этом возможность доступа к ней, так что для пользователя базы данных это изменение остаётся незамеченным.
- Объектные типы (в смысле объектно-ориентированного подхода).
- Automatic Database Diagnostic Monitoring — автоматический мониторинг и диагностика баз для выявления проблем производительности и, возможно, автоматической корректировки (если таковая определена администратором).
- Подсказки для изменения плана выполнения запроса.